# Colemanita

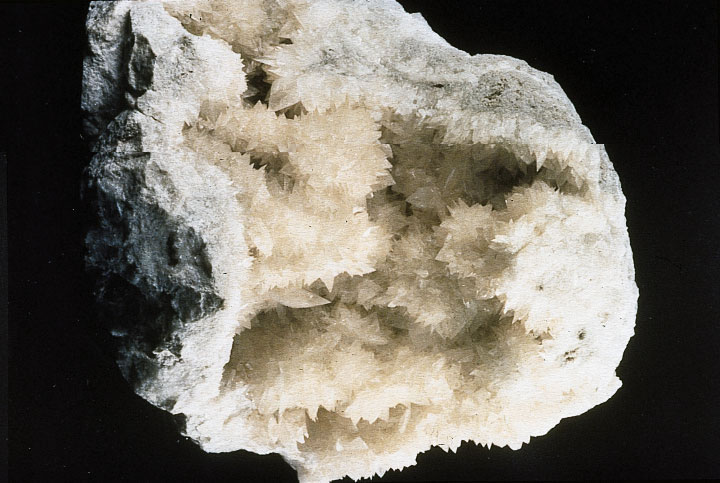
Colemanita

Colemanita (Ca2B6O11•5H2O)  é um borato mineral de cálcio encontrado em depósitos geológicos de evaporita.
Foi nomeado em homenagem  a  William T. Coleman (1824-1893), proprietário da mina onde o  mineral foi encontrado pela primeira vez.
O cristal  pode ser incolor, branco, amarelo ou  cinza, com raias brancas. Apresenta brilho vítreo, aspecto transparente a translúcido, solúvel em ácido clorídrico, funde facilmente e apresenta coloração verde no teste da chama. Apresenta   sistema de cristalização monoclínico, em cristais pequenos e prismáticos. Sua dureza é 4,5, densidade 2,42 g/cm3, clivagem perfeita, fratura desigual-concoidal e traço de coloração branca.  